# Cour martiale (Star Trek)
Pour les articles homonymes, voir Cour martiale (homonymie).
Cour martiale (Court Martial) est le vingtième épisode de la première saison de la série télévisée Star Trek. Quatorzième épisode à avoir été produit, il fut diffusé pour la première fois le 2 février 1967 sur la chaîne NBC.
À la suite de la mort du lieutenant Ben Finney de l'Enterprise, le capitaine Kirk est jugé pour faute professionnelle par une cour martiale.

## Distribution

### Acteurs principaux
- William Shatner : James T. Kirk (VF : Yvon Thiboutot)
- Leonard Nimoy : Spock (VF : Régis Dubost)
- DeForest Kelley : Leonard McCoy
- Nichelle Nichols : Nyota Uhura

### Acteurs secondaires
- Elisha Cook Jr. : Samuel T. Cogley, Esq.
- Percy Rodriguez : Commodore Stone
- Joan Marshall : lieutenant Areel Shaw
- Richard Webb : lieutenant Cdr. Ben Finney
- Hagan Beggs : Helmsman
- Win De Lugo|Winston DeLugo : Timothy
- Alice Rawlings : Jame Finney
- Nancy Wong : officier du Personnel
- Bart Conrad : capitaine Krasnovsky
- William Meader : capitaine Lindstrom
- Reginald Lal Singh : capitaine Nensi Chandra

## Résumé
À la suite d'une tempête ionique, le capitaine Kirk se retrouve à devoir éjecter un vaisseau de recherche dans lequel se trouvait le lieutenant commandeur Benjamin Finney. Les recherches n'ayant rien donné, Finney est présumé mort et le vaisseau repart à la base spatiale 11 pour être réparé. Le commandant de la base, le commodore Stone, s'aperçoit que Kirk était alors en alerte jaune et non en alerte rouge lorsqu'il a commandé l'éjection. Il découvre aussi que Kirk avait servi auprès de Finney à bord de l'USS Republic lorsque celui-ci avait fait une erreur concernant de l'antimatière qui aurait pu causer la destruction du vaisseau. Kirk avait signalé l'erreur ce qui avait conduit à la dégradation de Finney. Soupçonné de meurtre, notamment par les accusations de la fille de Finney, Kirk demande à être jugé en cour martiale.
Peu de temps avant le procès, Kirk découvre que le lieutenant Areel Shaw, une de ses anciennes petites amies est chargée de l'accusation. Il demande alors d'être défendu par Samuel T. Cogley un avocat excentrique qui se méfie des ordinateurs. Au tribunal, Shaw interroge Spock et le Dr. McCoy et parvient à leur faire dire que Kirk pouvait avoir du ressentiment envers Finney. Un enregistrement des archives de l'ordinateur de bord montre clairement que Kirk a éjecté la capsule alors qu'ils étaient seulement en alerte jaune.
Une blague de Kirk sur le fait que Spock devra trouver un autre partenaire pour jouer aux échecs donne à Spock une idée. Il se confronte à l'ordinateur aux échecs cubiques et découvre que celui-ci est anormalement mauvais. Lui et McCoy réussissent à faire ajourner le procès sur la base que l'ordinateur a été trafiqué. Seules trois personnes ont accès à ces données : le capitaine Kirk, Spock et Finney. Cogley émet alors l'hypothèse que Finney a modifié l'ordinateur et qu'il est toujours vivant.
Afin de prouver sa théorie, la cour est amenée à l'intérieur de l'Enterprise où le battement de cœur de chaque personne se trouvant à l'intérieur est actuellement enregistré. Après avoir effacé le battement de chaque personne présente, ils découvrent qu'un battement supplémentaire se trouve sur le vaisseau, du côté de la salle des machines. Kirk part enquêter là bas, et découvre Finney, à moitié fou, qui avoue avoir saboté l'Enterprise pour se venger de Kirk, qu'il accuse d'être coupable de sa déchéance. L'Enterprise est attiré par l'attraction de la planète proche et prêt à s'écraser. Kirk parvient à assommer Finney et à réparer les dommages à temps pour que le vaisseau regagne une orbite stable.
Le capitaine Kirk est blanchi de toutes les charges qui pesaient sur lui. Areel Shaw passe le voir et échange un bref baiser avec lui sur la passerelle du vaisseau.

## Autour de l'épisode
- Spock se nomme comme étant un « vulcanien » et son cœur semble être à la même place que celui des humains, une chose qui sera remise en question dans de futurs épisodes, le cœur des vulcains étant situé en bas du torse.
- C'est le premier épisode à établir enfin le nom de la compagnie pour laquelle travaille l'Enterprise comme étant Starfleet : jusqu'ici, elle avait pris des noms comme « Space Central », « Star Service », ou « United Earth Space Probe Agency ».
- Les personnages de Montgomery Scott et de Hikaru Sulu n'apparaissent pas dans cet épisode.

## Production

### Écriture
L'idée de cet épisode vint du coproducteur Gene L. Coon qui souhaitait un épisode qui pourrait être tourné en grande partie dans un même décor. Il proposa l'idée à l'auteur Don M. Mankiewicz. Celui-ci vint avec l'idée d'un épisode se passant au tribunal et finit le script de "Court-martial on Starbase Eleven" ("Cour martiale sur la base spatiale 11") le 21 septembre 1966. Le script demanda de lourdes réécritures, mais Mankiewicz ne pouvant plus être présent, c'est le responsable des scénarios Steven W. Carabatsos qui travailla dessus et résuma l'épisode à "Court Martial." Le script final fut produit le 29 septembre.
Dans le script original, le revirement de Jame Finney, passant de la défiance à l'admiration envers Kirk, y était bien plus clair. De plus celle-ci devait apparaître à la fin de l'épisode dans la salle des machines et arrêter le combat entre son père et James Kirk. Il est possible que cette scène ne fut pas tournée afin de ne pas trop allonger cet épisode.

### Tournage
Le tournage eu lieu du 3 au 11 octobre 1966 au studio de la compagnie Desilu Productions sur Gower Street à Hollywood sous la direction de Marc Daniels.
Contrairement à l'idée originale du scénario, quatre nouveaux décors furent construits pour les besoins de l'épisode : Le tribunal, le bureau du Commodore Stone, les quartiers de Kirk sur la base spatiale et le bar. Elisha Cook Jr. avait à l'époque pas mal de difficulté pour se souvenir de son texte et sa plaidoirie finale est un assemblage de plusieurs plans collés ensemble par effet de montage.

### Post-production
À l'origine la scène de dispute dans le bar devait se situer dans la troisième partie de l'épisode, mais elle fut déplacée dans la première partie afin de donner plus de dynamisme à l'ensemble. Cela explique pourquoi les personnages considèrent Kirk comme étant responsable de la mort de Finney. Des plans de l'épisode L'Équipage en folie furent réutilisés notamment des gros plans sur le visage des acteurs. La musique de l'épisode est un mélange des compositions d'Alexander Courage pour l'épisode L'Équipage en folie de celles de Joseph Mullendore pour l'épisode La Conscience du roi et de celles de Sol Kaplan pour L'Imposteur.

## Diffusions

### Diffusion aux États-Unis
L'épisode fut retransmis à la télévision pour la première fois le 2 février 1967 sur la chaîne américaine NBC en tant que vingtième épisode de la première saison.

### Diffusion au Royaume Uni et au Québec
L'épisode fut diffusé au Royaume Uni le 16 avril 1970 sur BBC One.
En version francophone, l'épisode fut diffusé au Québec en 1971. 

### Diffusion en France
En France, l'épisode est diffusé le 11 août 1986 lors de la rediffusion de l'intégrale de Star Trek sur La Cinq.

## Réception critique
Dans un classement pour le site Hollywood.com Christian Blauvelt place cet épisode à la 30e position sur les 79 épisodes de la série originelle, estimant que l'épisode La Ménagerie était un bien meilleur épisode basé sur l'idée d'un procès que celui-ci. Pour le siteThe A.V. Club Zack Handlen donne à l'épisode la note de B- trouvant que l'épisode n'aborde jamais clairement la possibilité que Kirk ai pu réellement commettre une erreur, empêchant le spectateur de s'impliquer.

## Adaptation littéraire
L'épisode fut novélisé sous forme d'une nouvelle de 15 pages écrite par l'auteur James Blish dans le livre Star Trek 2  un recueil compilant différentes histoires de la série et sortit en février 1968 aux éditions Bantam Books. Blish explique à postériori pourquoi Kirk s'est empressé à éjecter la capsule en début d'épisode. En France, cette novélisation fut publiée en 1991 aux éditions Claude Lefrancq Editeur sous le nom de "Star Trek : Le duel" et traduit sous le titre de "La cour-martiale" par Paul Couturiau.

## Éditions commerciales
Aux États-Unis, l'épisode est disponible sous différents formats. En 1985, l'épisode est sorti en VHS et Betamax. L'épisode sortit en version remastérisée sous format DVD en 1999 et 200. L'épisode connue une version remasterisée sortie le 10 mai 2008 : l'épisode connu de nombreux nouveaux effets spéciaux, les plans de l'Enterprise furent fait en image de synthèse ainsi que les plans de la base spatiale. Cette version est comprise dans l'édition Blu-ray, diffusée en avril 2009.
En France, l'épisode fut disponible avec l'édition VHS de l'intégrale de la saison 1, sortie le 13 janvier 2000. L'édition DVD est sortie le 30 août 2004 et l'édition Blu-ray le 29 avril 2009.